# Linia kolejowa nr 247 Chełmża – Mełno
Linia kolejowa nr 247 – zlikwidowana linia kolejowa łącząca Chełmżę z Mełnem.

## Historia
Linia kolejowa została otwarta 24 września 1901 roku, przez zarząd spółki KCM. Stanowiła ona połączenie pomiędzy cukrowniami w Chełmży i Mełnie (otwartymi odpowiednio w 1882 r. i 1884 r.). W 1920 roku linię przejęły Polskie Koleje Państwowe. W 1979 roku w wyniku odwilży nastąpiły liczne podmycia na linii, co było jednym z powodów do jej zamknięcia w 1982 r. Kilka lat później – w 1991 r. dokonano jej rozbiórki. Przed fizyczną likwidacją na linii składowane były niesprawne wagony, przeznaczone do kasacji. Czas jazdy pociągów pasażerskich na ponad 45 kilometrowej linii w ostatnim rozkładzie jazdy 1981/1982 wynosił 2 godziny 22 minuty, co daje średnią prędkość 19 km/h prędkości handlowej.
Numer linii wg D29: 247.
Przebieg linii:
- 0,000 – Chełmża(miejsce styczne z liniami : 207, 209)
- 3,602 – Bielczyny
- 6,342 – Skąpe Chełmżyńskie
- 8,802 – Dziemiony
- 11,211 – Grzegorz Toruński
- 13,030 – Zelgno
- 14,938 – Świętosław Pomorski
- 16,886 – Bocień
- 18,814 – Orłowo
- 22,759 – Płużnica
- 26,575 – Wieldządz
- 30,332 – Mgowo Pomorskie
- 34,593 – Dębieniec
- 40,220 – Radzyń Chełmiński
- 42,020 – Zakrzewo Pomorskie
- 45,304 – Mełno(miejsce styczne z linią : 208)